# Emil Lask
Emil Lask (Wadowice, 25 settembre 1875 – Turza Mała, 26 maggio 1915) è stato un filosofo tedesco.
Neokantiano, allievo di Heinrich Rickert all'Università di Friburgo in Brisgovia, è stato un membro della cosiddetta Scuola di Baden.

## Biografia
Lask nacque nella Galizia austriaca, figlio di genitori ebrei. Dopo aver completato la sua formazione filosofica a Friburgo in Brisgovia, divenne docente a Heidelberg nel 1905, dove fu eletto professore appena prima dello scoppio della prima guerra mondiale. Quando il conflitto incominciò nel 1914, Lask si arruolò immediatamente come volontario, reputandosi in obbligo di servire il proprio paese, nonostante, in quanto professore a Heidelberg, fosse considerato indispensabile sul fronte interno. Fu nominato sergente e inviato in Galizia, sul fronte orientale, nonostante una costituzione fisica fragile e una grave miopia, il che comportava peraltro l'impossibilità di riuscire a sparare. Lask morì durante il conflitto, non lontano dalla sua città natale, durante la battaglia di Galizia. Wilhelm Windelband si rifiutò di presentare richiesta per un suo ritorno a Heidelberg in quanto indispensabile per la filosofia.

## Pensiero filosofico
Lask fu un pensatore importante e originale, benché il suo lavoro è poco conosciuto, sia a causa della sua morte prematura sia in ragione del declino del neokantismo. I suoi scritti pubblicati furono raccolti insieme ad alcuni inediti in un'edizione in tre volumi curata dal suo allievo Eugen Herrigel.
Per gli storici della filosofia, Lask è interessante anche in ragione della sua influenza su György Lukács e sul giovane Martin Heidegger. In Essere e tempo (1927), quest'ultimo individua appunto in Lask «l'unico autore che, fuori dal campo fenomenologico, accolse positivamente le [...] ricerche» di Edmund Husserl, indicando l'influenza delle Ricerche logiche di Husserl (1900-1901) su Die Logik der Philosophie und die Kategorienlehre (1911) e Die Lehre vom Urteil (1912) di Lask.
Le idee di Lask ebbero influenza anche in Giappone grazie all'allievo Herrigel, che vi visse e insegnò per diversi anni.

## Opere
- (DE) Emil Lask, Fichtes Idealismus und die Geschichte, Tübingen, 1902.
- (DE) Emil Lask, Rechtsphilosophie, in Wilhelm Windelband (a cura di), Die Philosophie im Beginn des 20. Jahrhunderts. Festschrift für Kuno Fischer, Heidelberg, 1907.
- (DE) Emil Lask, Die Logik der Philosophie und die Kategorienlehre, Tübingen, Mohr, 1911.
- (DE) Emil Lask, Gesammelte Schriften, a cura di Eugen Herrigel, Tübingen, Mohr, 1923-1924.
- (de) Emil Lask, Die wissenschaftliche Korrespondenz, a cura di Andreas Funke, Roberto Redaelli, Jing Zhao, Tübingen, Mohr, 2022.